# Jade Wiel
Jade Wiel, née le 2 avril 2000 à Aix-en-Provence, est une coureuse cycliste professionnelle française membre de l'équipe FDJ-Suez. Elle s'est illustrée au début de sa carrière en tant que spécialiste du cyclo-cross, mais évolue maintenant uniquement en cyclisme sur route.

## Biographie
Jade découvre le vélo très tôt, à l'âge de 5 ans, après avoir accompagné sa nourrice dont le fils roulait au club de la Gavotte, aux Pennes Mirabeau. 
En septembre 2015, elle quitte sa Provence natale, pour rejoindre le lycée Jules-Haag à Besançon et le club formateur des féminines de Morteau dans le Doubs. 
Ses camarades de club sont Juliette Labous et Évita Muzic. 
À cette époque, elle pratique le cyclo-cross l'hiver et la route dès que les beaux jours reviennent. Son profil de puncheuse lui permet d'accumuler les succès dans les deux disciplines.
Elle est diplômée d'une licence STAPS Éveil et Psychomotricité.

## Carrière sportive
En 2017, elle remporte la coupe de France élites grâce à sa constance sur l'ensemble des dix épreuves.

### 2019: Championne de France
Pour la saison 2019, sortie de la catégorie juniors, Jade Wiel intègre l'Équipe cycliste FDJ-Nouvelle Aquitaine-Futuroscope. 
Le 29 juin 2019, elle remporte au sprint le championnat de France sur route à la Haie-Fouassière en Loire-Atlantique, sur un groupe de trois échappées qui comprend sa coéquipière Victorie Guilman et la championne de France en titre, la bretonne Aude Biannic. 
Âgée alors de 19 ans et deux mois, Jade rentre dans le club très fermé des cyclistes devenues championnes de France sur route à moins de vingt ans avec Geneviève Gambillon (18 ans et 0 mois) et Catherine Marsal (19 ans et 5 mois).

## Palmarès sur route

### Par années
- 2015
  - 2e du championnat de France sur route cadettes
- 2016
  - Coupe de France minimes-cadettes
  - 3e du championnat de France sur route cadettes
- 2017
  - Coupe de France
  - Coupe de France juniors
  - Prix de la Ville du Mont Pujols (Cdf)
  - 2e du championnat de France sur route juniors
  - 3e du championnat de France du contre-la-montre juniors
  - 5e du championnat du monde sur route juniors
  - 10e du championnat du monde du contre-la-montre juniors
- 2018
  -  Championne de France du contre-la-montre juniors
  - Classique Pyrénées
  - 2e du Trophée Da Moreno-Piccolo
  - 2e du championnat de France sur route juniors
  - 5e du championnat du monde sur route juniors
  - 5e du championnat d'Europe sur route juniors
- 2019
  -  Championne de France sur route
- 2020
  - 5e du championnat de France sur route espoirs
- 2021
  - 8e du championnat de France sur route
- 2023
  - 2e de La Périgord Ladies
  - 2e du Grand Prix d'Isbergues
  - 3e du championnat de France sur route
- 2024
  - 3e de La Classique Morbihan
  - 3e du championnat de France sur route

### Résultats sur les grands tours

#### Tour de France
1 participation
- 2023 : 67e

#### Tour d'Italie
1 participation
- 2024 : abandon (6e étape)

#### Tour d'Espagne
1 participation
- 2023 : 32e

### Classements mondiaux
| Année                                 | 2018 | 2019 | 2020 | 2021 | 2022 | 2023 | 2024 |
| ------------------------------------- | ---- | ---- | ---- | ---- | ---- | ---- | ---- |
| Classement UCI                        | 811e | 252e | 342e | 425e | 168e | 164e | 132e |
| UCI World Tour                        | nc   | 193e | 169e | 152e | 138e | 212e | 165e |
|                                       |      |      |      |      |      |      |      |
| Légende : nc = non classéSource : UCI |      |      |      |      |      |      |      |

## Palmarès en cyclo-cross
- 2016-2017
  -  Championne de France juniors
  - 2e de la Coupe de France de cyclo-cross juniors
- 2017-2018
  -  Championne de France juniors
  - Cyclo-cross de Balan Ardennes, Balan